# Physetopoda sericeiceps
Physetopoda sericeiceps é uma espécie de insetos himenópteros, mais especificamente de vespas pertencente à família Mutillidae.
A autoridade científica da espécie é Andre, tendo sido descrita no ano de 1901.
Trata-se de uma espécie presente no território português.